# Primera B 1945
Het seizoen 1945 van de Primera B was het vierde seizoen van deze Uruguayaanse voetbalcompetitie op het tweede niveau.

## Teams
Er namen acht ploegen deel aan de Primera B in dit seizoen. Racing Club de Montevideo was vorig seizoen vanuit de Primera División gedegradeerd, zes ploegen handhaafden zich op dit niveau en Olivol FC promoveerde vanuit de Divisional Intermedia.
Zij kwamen in plaats van het gepromoveerde Rampla Juniors FC. Colón FC degradeerde vorig seizoen naar het derde niveau.
| Club                      | Stad       | Stadion                                                   | Vorig seizoen |
| ------------------------- | ---------- | --------------------------------------------------------- | ------------- |
| CA Bella Vista            | Montevideo | Parque José Nasazzi                                       | 3e            |
| CA Cerro                  | Montevideo | Parque Demetrio Arana                                     | 2e            |
| Danubio FC                | Montevideo | Parque Forno                                              | 5e            |
| CA Fénix                  | Montevideo | Estadio Parque Capurro                                    | 6e            |
| Olivol FC                 | Montevideo | Campo de Deportes en García Peña esquina Enrique Martínez | 1e (Int.)     |
| CA Progreso               | Montevideo | Parque Miguel Campomar                                    | 4e            |
| Racing Club de Montevideo | Montevideo | Estadio Parque Osvaldo Roberto                            | 10e (1ª)      |
| San Carlos FC             | Montevideo | Onbekend                                                  | 7e            |

## Competitie-opzet
Alle ploegen speelden tweemaal tegen elkaar. De kampioen promoveerde naar de Primera División. De hekkensluiter degradeerde naar de Divisional Intermedia.
Weinig ploegen wisten in de eerste speelrondes overwinningen te behalen; van de eerste twaalf wedstrijden eindigde de helft in een gelijkspel. CA Progreso was de enige ploeg met twee zeges, terwijl er nog niemand tweemaal had verloren. In het vervolg wist Progreso hun voorsprong uit te breiden door nog eens driemaal te winnen. Tegen CA Bella Vista leden ze in de zevende wedstrijd hun eerste nederlaag van de competitie; de Papales zegevierden met 1–0. Halverwege ging Progreso wel aan de leiding, met twee punten meer dan Bella Vista en Danubio FC. Het linkerrijtje werd gecompleteerd door degradant Racing Club de Montevideo met nog een punt minder. San Carlos FC en promovendus Olivol FC stonden met drie punten onderaan.
In het begin van de terugronde vergrootte Progreso hun voorsprong, omdat ze zelf wel wonnen en de concurrentie puntverlies leed tegen elkaar: Bella Vista speelde gelijk tegen Racing en versloeg Danubio. Hierdoor werd Bella Vista de naaste belager en nadag Progreso gelijkspeelde tegen CA Cerro was het verschil tussen de twee ploegen nog twee punten. Vervolgens speelde Progreso gelijk tegen Danubio, maar omdat Bella Vista een speelronde later hetzelfde deed tegen CA Fénix bleef het verschil tussen beide ploegen twee punten. Wel was Racing Club de Montevideo  met twee zeges op gelijke hoogte gekomen met Bella Vista.
Progreso moest vervolgens nog tegen concurrenten Racing en Bella Vista spelen. Op de een-na-laatste speelronde behaalden ze tegen Racing een 3–3 gelijkspel, waardoor het verschil tussen beide clubs gelijk bleef. Bella Vista verloor echter van Cerro, waardoor ze kansloos waren voor de titel. Op de laatste speeldag gaf Bella Vista forfait tegen Progreso. Hierdoor waren de Gauchos del Pantanoso kampioen en promoveerden ze voor het eerst naar de Primera División. De strijd tegen degradatie werd beslecht in het nadeel van San Carlos; zij verloren alle wedstrijden in de terugronde en eindigden op de laatste plaats.

### Eindstand
|    | Club                      | Sp. | W | G | V  | Pnt. | DV | DT | DS  |
| -- | ------------------------- | --- | - | - | -- | ---- | -- | -- | --- |
| 1. | CA Progreso               | 14  | 9 | 4 | 1  | 22   | 37 | 20 | +17 |
| 2. | Racing Club de Montevideo | 14  | 8 | 4 | 2  | 20   | 30 | 15 | +15 |
| 3. | Danubio FC                | 14  | 7 | 3 | 4  | 17   | 28 | 17 | +11 |
| 4. | CA Bella Vista            | 14  | 6 | 5 | 3  | 17   | 23 | 16 | +7  |
| 5. | CA Cerro                  | 14  | 7 | 2 | 5  | 16   | 29 | 16 | +13 |
| 6. | CA Fénix                  | 14  | 2 | 7 | 5  | 11   | 18 | 20 | –2  |
| 7. | Olivol FC                 | 14  | 2 | 2 | 10 | 6    | 13 | 43 | –30 |
| 8. | San Carlos FC             | 14  | 0 | 3 | 11 | 3    | 15 | 46 | –31 |

### Legenda
| Kleur | Kwalificatie voor                          |
| ----- | ------------------------------------------ |
|       | Promotie naar Primera División 1946        |
|       | Degradatie naar Divisional Intermedia 1946 |

| Winnaar Primera B 1945 |
| ---------------------- |
| CA Progreso 1e titel   |

## Topscorers
De topscorerstitel ging naar M. Ladem van kampioen CA Progreso; hij scoorde vijftien maal. Het was de tweede keer dat Ladem topscorer van de Primera B werd.
| №  | Speler   | Club        | Goals |
| -- | -------- | ----------- | ----- |
| 1. | M. Laden | CA Progreso | 15    |